# Ulefoss Sportsforening Fotball
L'Ulefoss Sportsforening Fotball è una società calcistica norvegese con sede nella città di Ulefoss. Milita nella 4. divisjon, la quinta divisione del campionato norvegese.

## Storia
In due stagioni, ha militato nella massima divisione del campionato norvegese: nel 1939-1940 e nel 1947-1948.